# 三菱日聯日本信販
三菱日聯日本信販股份有限公司（日语：／），或名三菱UFJ NICOS，英文縮寫MUN，是三菱日聯金融集團（MUFG）的子公司，也是日本最大的信用卡公司。過去曾在香港交易所上市，但由於本地投資者吸引力弱，加上會計不同，故此已被除牌。
前身之一的DC信用卡是三菱系的信用卡公司，因此是三菱廣報委員會的一員，另外同樣為前身之一的日聯日本信販則是三和系的信用卡公司，因此也是綠之會的一員。
主要經營信用卡為主，主要品牌包括「MUFG CARD」、「DC Card」、「UFJ Card」及「NICOS」。曾代言的著名影星有竹野內豐、瑛太、藤井美菜、高嶋政宏、反町隆史等。

## 概要
1951年6月7日，日本最大信用銷售企業日本信用販售（後變更商號為日本信販）成立，2005年10月1日與UFJ銀行（現三菱東京UFJ銀行）子公司UFJ信用卡合併，更名為「UFJ  NICOS」（日聯信販）。翌年10月1日再與JA系列的協同信用服務合併。
2007年4月1日與DC信用卡合併，更名為「三菱UFJ  NICOS」（三菱日聯日本信販，MUN）。2008年4月1日，分期付款業務轉讓給JACCS。之後成為MUFG完全子公司。
MUFG在2005年11月與農林中央金庫合作，2008年將MUN部份股權轉讓給農林中金。2011年3月，為強化財務基礎，MUFG與農林中金實施1千億日圓增資。
2017年10月1日，MUFG宣布買下農林中金所有股份，MUN成為完全子公司。MUFG也宣布MUN將把支付事業作為事業核心。另外計畫以約1500億日圓，整合旗下的DC Card、MUFG CARD、NICOS Card系統，預計2021年度完成。MUN也宣布與農林中金成立JA信用卡株式會社，負責JA CARD相關業務。JA信用卡株式會社已於2017年10月1日成立，並在2018年1月開始營運。
集團標語是與MUFG共通的『Quality for You』。公司商標與企業色也與MUFG相同。

## 主要子公司

### 連結子公司
- MU NICOS Business Service株式會社
- Card Business Service株式會社
- MU NICOS Credit株式會社

### 適用權益法的相關企業
- 株式會社PAYGENT（日语：ペイジェント）
- 株式會社JMS
- PT.U Finance Indonesia

等

## 信用卡發行成員
三菱UFJ NICOS發行的信用卡中，DC信用卡與MUFG信用卡（舊UFJ信用卡）也由其他成員發行。DC信用卡與MUFG信用卡集團成員如下。
圖例：○發行中　●改由銀行本體發行　△停止發行　×終止服務
| 社名             | DC | MUFG |
| ---------------- | -- | ---- |
| 札幌北洋卡       | △  | ○    |
| 青銀信用卡服務   | ○  | ○    |
| 陸奧信用卡       |    | ○    |
| 岩銀DC信用卡     | ○  |      |
| FIDEA信用卡      | ○  | △×   |
| 山銀信用卡服務   | ○  |      |
| 大東信用服務     |    | ○    |
| 常陽信用         | ●  |      |
| 足銀信用卡       | ●  |      |
| 栃銀信用卡服務   |    | ○    |
| 東和信用卡       |    | ○    |
| 千銀DC信用卡     | △  |      |
| 第四DC信用卡     | ○  | ○    |
| 大光信用卡       |    | ○    |
| 富山第一DC       | ○  |      |
| 福井信用卡       | ○  | ○    |
| 山梨中銀DC信用卡 | ○  |      |
| 八十二DC信用卡   | ○  |      |
| 十六DC信用卡     | ○  |      |
| 共立信用         |    | ○    |
| 靜銀信用卡       | ●  |      |
| 清水Lease & Card |    | ○    |
| 愛銀DC信用卡     | ○  |      |
| 名古屋MC信用卡   |    | ○    |
| 中京信用卡       |    | ○    |
| 百五DC信用卡     | ○  |      |
| 滋賀DC信用卡     | ○  |      |
| 京都信用服務     | ○  | ○    |
| 池田泉州DC       | ○  |      |
| 南都DC信用卡     | ○  | ○    |
| 紀陽信用卡DC     | ○  | ×    |
| 廣銀信用卡服務   | ●  |      |
| 山銀信用卡       | ○  |      |
| 西京信用卡       |    | ×    |
| 百十四DC信用卡   | ○  | ○    |
| 伊予銀DC信用卡   | ○  |      |
| 九州信用卡       |    | ○    |
| FFG信用卡        | ○  |      |
| 琉銀DC           | ○  |      |
| 海銀信用卡       |    | ○    |
| 菱信DC信用卡     | ○  |      |
| 東京海上日動財務 | ○  |      |

## 合作（加盟）金融機關
以下為信用卡合作銀行，括號內為該銀行的信用卡品牌。
- 三菱UFJ銀行（三菱東京UFJ-VISA） - 銀行本體發行的第一張卡。
- 千葉銀行（千銀SUPER Card）
- 廣島銀行（VALUE ONE）
- 常陽銀行（日语：常陽銀行）（JOYO CARD Plus）
- 靜岡銀行（靜銀joyca）
- 北洋銀行（clover）
- 京都銀行（京都Card Neo）
- 山口銀行（YM CARD[註釋 13]）
- 百五銀行（日语：百五銀行）（105BESTIO）
- 八十二銀行（日语：八十二銀行）（HaLuCa）
- 岩手銀行（I be One+）
- 伊予銀行（日语：伊予銀行）（IYOCA）
- 滋賀銀行（日语：滋賀銀行）（STIO）
- 足利銀行（GOODY CARD）

## 加盟之信用資訊機構
- 株式會社CIC
- 株式會社日本信用情報機構（日语：日本信用情報機構） (JICC)

## 沿革

### 日本信販株式會社
- 1948年 - 創業者山田光成創立日本百貨服務株式會社。
- 1949年 - 開設本公司前身日本信用販售設立準備事務所。
- 1951年6月7日 - 日本信用販售株式會社在東京本鄉成立。
- 1961年
  - 1月25日 - 三和銀行（現三菱東京UFJ銀行）、日本信販、東洋信託銀行（現三菱UFJ信託銀行）共同出資設立「日本信用局」（現JCB）。
  - 10月 - 東證2部上市。
- 1966年 - 商號改為「日本信販株式會社」，同時開始信用卡業務。
- 1970年 - 改為東證1部上市。
- 1984年 - 創業者長男山田洋二就任社長。
- 1987年 - 取得VISA、MasterCard的發行、開拓權，發行「日本信販國際信用卡」。
- 1988年 - 日本信販發起的國際信用卡業務協會成立。
- 1991年 - 信用卡品牌從「Nippon Shinpan」改為「NICOS（日语：NICOS）」。
- 1992年 - 發行「日本信販禮品卡」。
- 1997年 - 鈴木公久就任社長，山田洋二就任會長。
- 2000年 - 發行可印上姓名與留言的禮品卡（商品券）。
- 2001年 - 管理階層重組，山田會長回鍋社長，鈴木社長就任取締役相談役。
- 2002年11月 - 2003年2月 - 發現與總會屋（日语：総会屋）（日本右翼團體）有長期利益輸送，專務等8名幹部遭到逮捕[14]。創業者家族退出經營階層（山田洋二社長引咎辭職），大森一廣常務就任社長。
- 2004年
  - 1月 - 日本信販成為UFJ控股、UFJ銀行連結子公司。
  - 推出日本信販、UFJ信用卡、VISA共同開發的支付服務Smartplus（日语：Smartplus）。

### 株式會社UFJ信用卡
- 1968年 - 東海銀行（現三菱東京UFJ銀行）系的信用卡公司「株式會社Million Card Service」（mc）成立。
- 1983年 - 三和銀行加盟JCB的信用卡公司「株式會社三和信用卡服務」。
- 2000年 - 株式會社三和信用卡服務與東洋信用卡服務株式會社、株式會社大同生命（日语：大同生命保険）信用卡服務合併。商號變更為「株式會社Financial One Card」。
- 2002年1月15日 - 隨著UFJ銀行成立，株式會社Million Card Service與株式會社Financial One Card，商號變更為株式會社UFJ信用卡。品牌名也改為UFJ Card。
- 2004年 - 推出日本信販、UFJ信用卡、VISA共同開發的支付服務Smartplus。

### 株式會社DC信用卡
- 1967年 - 三菱銀行（現三菱東京UFJ銀行）系的信用卡公司「Diamond Credit株式會社」成立。
- 1969年 - 發行MasterCard信用卡。
- 1989年 - 發行VISA信用卡。業界最早同時發行VISA、MasterCard。社名改為「株式會社DC信用卡」。
- 1992年 - 發行分期付款專用卡。
- 1999年 - 業界首次可在網頁下載消費明細。
- 2000年 - 業界首次以電子郵件發送下個月帳單。
- 2003年 - 發行會員情報誌「GRAN」。

### UFJ NICOS株式會社→三菱UFJ NICOS株式會社
- 2005年10月 - 日本信販株式會社與株式會社UFJ信用卡合併，更名為「UFJ NICOS株式會社」。
- 2006年
  - 3月 - 本社移往秋葉原UDX。
  - 10月1日 - 合併「協同信用服務株式會社」。
- 2007年4月1日 - 與「株式會社DC信用卡」合併，更名為「三菱UFJ NICOS株式會社」。
- 2008年
  - 1月1日 - 合併NICOS地方分公司6社。
  - 4月1日 - 分期付款業務轉給子公司JNS管理服務株式會社後，將所有股份賣給JACCS
  - 7月16日 - 推出新品牌「MUFG CARD」。
  - 7月28日 - 下市。
  - 8月1日 - 成為三菱UFJ金融集團的完全子公司。
  - 8月8日 - 成為農林中央金庫適用權益法的相關企業。
- 2013年3月31日 - Visa Touch/Smartplus停止申請[15]。
- 2017年10月1日 - 成為三菱UFJ融集團的完全子公司。

## 主要服務

### 信用卡
三菱UFJ NICOS的主要信用卡品牌有MUFG CARD、DC Card、UFJ Card、NICOS Card、JA Card。

### 非接觸支付
JCB信用卡（UFJ JCB Card）與部分聯名卡可使用QUICPay，VISA的信用卡可使用Visa Touch，其他信用卡（MasterCard的DC Card除外）はSmartplus（部分除外）。

### 貸款卡
三菱UFJ貸款卡在2008年6月10日推出。

### 禮品卡
「三菱UFJ NICOS禮品卡」的面額如下。
- 500日圓券
- 1,000日圓券
- 5,000日圓券

過去NICOS禮品卡曾發行過10,00日圓券。
過去的Diamond Credit、DC、日本信販、NICOS、Million、UFJ、UFJ NICOS等發行的禮品卡曾可在三菱UFJ NICOS禮品卡加盟店使用，DC、UFJ禮品卡加盟店也可使用三菱UFJ NICOS禮品卡。
但，NICOS禮品卡在平成7年10月～平成10年8月發行的5,000日圓與10,000日圓券無法在現在的加盟店使用，但可換成三菱UFJ NICOS禮品卡（同時期發行的1,000日圓券現在仍可使用）。

## 信用卡服務
以下為三菱UFJ NICOS旗下信用卡的共通服務，不包含各信用卡品牌獨家服務。

### POINT名人.com
連結約400間網購網站的入口網站，使用旗下信用卡消費可獲得2～20倍點數。

### 海外援助服務 Hello Desk
委託株式會社JTB GLOBAL ASSISTANCE提供海外援助服務「Hello Desk」。

### 會員專用Web服務
三菱UFJ NICOS發行的MUFG CARD（MUFG CARD WEB Service）、DC Card（DC Web Service）、NICOS Card（Net Branch）皆有各自的Web服務，可在網站上進行資料查詢、變更、活動查詢等等。

## 外部連結
- 三菱UFJニコス（页面存档备份，存于）